# Castlebar
Castlebar is de hoofdstad van het graafschap Mayo in Ierland. In het Iers heet de stad Caisleán an Bharraigh.
In de elfde eeuw was Castlebar een nederzetting bij het kasteel De Barra, en later werd het een Engelse garnizoensstad. In 1613 verkreeg Castlebar stadsrechten van koning Jacobus I van Engeland. Er wonen anno 2011 bijna 11.000 mensen in de stad.

## Vervoer
Castlebar ligt aan de spoorlijn Dublin - Westport. Via Manulla Junction is er tevens een verbinding met Ballina. Over de weg is de stad bereikbaar via de N5 naar Dublin en de N60 naar Roscommon. 

## Geboren in Castlebar
- Sally Rooney (1991), schrijfster